# Mark Donovan
Mark Donovan (ur. 3 kwietnia 1999 w Penrith) – brytyjski kolarz szosowy.

## Osiągnięcia
Opracowano na podstawie:
2017
- 1. miejsce w klasyfikacji górskiej SPIE Internationale Juniorendriedaagse
- 1. miejsce w Aubel-Thimister-Stavelot
  - 1. miejsce na etapie 2a (jazda drużynowa na czas)
- 1. miejsce w Giro di Basilicata
  - 1. miejsce w klasyfikacji punktowej
  - 1. miejsce na 3. etapie

2018
- 1. miejsce na 2. etapie Giro Ciclistico della Valle d'Aosta Mont Blanc

## Rankingi
| Rok             | 2018 | 2019  | 2020 | 2021 | 2022  | 2023 | 2024 |
| --------------- | ---- | ----- | ---- | ---- | ----- | ---- | ---- |
| World Ranking   | 919. | 2986. | 860. | 578. | 1126. | 273. | 322. |
| UCI Europe Tour | 590. | 1838. | 682. | 465. | 798.  | -    | -    |
|                 |      |       |      |      |       |      |      |
| Źródło: UCI     |      |       |      |      |       |      |      |